# Zbrodnia w Gorajcu
Zbrodnia w Gorajcu – zbrodnia dokonana przez 2 Samodzielny Batalion Operacyjny Korpusu Bezpieczeństwa Wewnętrznego 6 kwietnia 1945 na ukraińskich mieszkańcach wsi Gorajec.

## Przebieg zbrodni
5 kwietnia o 21:00 2 Samodzielny Batalion Operacyjny KBW wraz z milicjantami pod dowództwem ppłk. Stanisława Szopińskiego wyruszył z koszar w Lubaczowie. O 4:50 następnego dnia batalion podzielony na cztery grup, zajął pozycje bojowe. Okrążono Gorajec wraz z przysiółkami. O 5:00 nastąpił atak. Rozpoczęto od ostrzelania wsi z moździerza, następnie przeprowadzono atak piechoty. O 6:10 wieś została zajęta. Wojsko przebywało w Gorajcu do 10:00, pozbawiając w tym czasie życia cywilnych mieszkańców wsi. Dokonywano tego na terenie całego osiedla. Około 60 osób rozstrzelano na terenie jednego z gospodarstw. Wieś została podpalona, w budynkach żywcem spłonęły kolejne osoby, ukrywające się przed morderstwami. Działaniom wojska towarzyszyła akcja polskiej ludności cywilnej. Na rzecz wojska zagrabiono majątek cywilny mieszkańców wsi. W czasie akcji zginęło 174 osoby, 32 kobiety, 35 dzieci oraz 19 osób powyżej 60 lat.
Celem przeprowadzenia akcji było zniszczenie sztabu Ukraińskiej Powstańczej Armii. We wsi nie stacjonowały jednak wtedy żadne oddziały UPA. Jedyną siłą zbrojną we wsi był niewielki oddział ukraińskiej samoobrony. Faktycznym zadaniem polskich oddziałów było zastraszenie mieszkańców w celu zmuszenia ich do opuszczenia terytorium Polski.

## Śledztwo IPN
IPN w przeprowadzonym śledztwie uznało, że akcja była samowolnym działaniem żołnierzy, a celem dowództwa była jedynie likwidacja ukraińskich sił zbrojnych, w związku z czym „czyny (...) nie zawierają znamion zbrodni komunistycznej”.

## Upamiętnienie zbrodni
Przez długi czas ofiary zbrodni w Gorajcu nie były w żaden sposób upamiętnione. Na początku lat 90. na cmentarzu w Gorajcu, na którym pochowano ofiary zbrodni, ustawiono tabliczkę z napisem zawyżającym liczbę ofiar: „Tu na tym cmentarzu i w tej mogile spoczywa 185 mieszkańców Gorajca. Zginęli w IV 1945 z rąk U.B. K.B.W. Niech ta ziemia będzie im Niebem”. W 1996 rozpoczęto proces ubiegania się o zezwolenie na budowę pomnika. Został on ukończony w 2010 roku. Odsłonięcie pomnika, z udziałem reprezentantów polskich i ukraińskich władz, odbyło się 21 sierpnia 2010. Na pomniku umiejscowionym na cmentarzu znajdują się trzy krzyże, imienna lista ofiar zbrodni z 6 kwietnia 1945 roku oraz lista mieszkańców wsi tragicznie zmarłych w latach 1942–1947.